# Petr Hrbáč
Petr Hrbáč (11. října 1958 Brno – 4. listopadu 2020 Brno) byl český básník a prozaik. Byl obvykle řazen k tzv. královopolskému okruhu básníků kolem Víta Slívy. Spolupracoval s Českým rozhlasem Brno a časopisy Tvar a Weles. Byl znám jako nadšený amatérský botanik a také svou láskou k Japonsku a japonštině.

## Životopis
Vystudoval lékařství na brněnské univerzitě. Po většinu života žil v Brně a jeho tvorba je s ním spjata. Krom svých knih přispěl také do sborníků 7edm 2006 a Brno ve vůni ricinu (2018). Autoři Panoramatu české literatury po roce 1989 jeho tvorbu charakterizovali slovy: „Lyrický subjekt autorovy poezie se pohybuje nejčastěji na městské periferii, kde nachází svébytnou atmosféru prostoru mezi městem a divokou přírodou. Básně pak vyvěrají z těchto toulek a obzvlášť ze setkání s rostlinami, jež tvoří jeden z dominantních motivů Hrbáčovy poezie. Dalším charakteristickým rysem autorovy tvorby je preferování dětského světa před světem dospělých.“

### Poezie
- Via borealis (1994)
- Studna potopeného srdce (1996)
- Podzemní hvězda (1998)
- Špička (2002)
- Čekali (2007)[7]
- Jak plyne čas (2011)
- Na okraji topologické propasti (2018)[8]

### Próza
- Kalhotový pahýl (1997)
- Jeden den stárnutí (2000)
- Kosti, maso, tekutiny (2005)
- Tancovačka na předměstí (2014)